# 丸橋次郎
丸橋 次郎（まるはし じろう、1956年〈昭和31年〉11月19日 - ）は、大阪府出身の日本の外交官。
在レシフェ総領事などを経て、2020年9月から駐アンゴラ大使を務めた。2022年退官。

## 略歴
- 1978年　外務省専門職員採用試験合格
- 1979年3月　滋賀大学経済学部卒業
- 1979年4月　外務省入省
- 2014年8月　在モザンビーク日本国大使館 一等書記官
- 2016年7月　在モザンビーク日本国大使館 参事官
- 2017年8月　在ブラジル日本国大使館 参事官 兼 在レシフェ日本国領事事務所長
- 2018年1月　在レシフェ日本国総領事館 総領事
- 2020年9月　アンゴラ国駐箚 特命全権大使
- 2022年12月　依願免職